# 沈辰垣
沈辰垣，字芝岸，浙江嘉善人。清朝政治人物。

## 生平
沈辰垣為康熙二十四年（1685年）乙丑科進士，散館授編修。康熙二十二年（1684年）任翰林侍讀學士。退休後曾親自教導蔡以台，沈宅成为“蔡以台读书楼”。乾隆二十二年（1757年）蔡以台狀元及第。沈辰坦又與嘉善紳士柯崇樸等20人“仿朱子社倉法為廣仁會”，“歷年積民二百五十石，以二百石助濟饑民”。